# 九三学社浙江省委员会
九三学社浙江省委员会，简称九三学社浙江省委、九三浙江省委、浙江九三学社，是九三学社在浙江省的地方组织。